# 10C busz (Sopron)
A soproni 10C jelzésű autóbusz GYSEV pályaudvar és Kertváros, Hajnal tér végállomások között közlekedett.

## Története
A járat 2003 tavaszán indult, ekkor még az Ógabona tér 14. (most: Ógabona tér, Újteleki utca) megállóhelytől közlekedett, majd 2007-ben lerövidítették a GYSEV pályaudvarig. A 2008. április 14-i menetrend módosítással megszűnt, a továbbiakban a a 10-es és 10Y buszok indulnak helyette a Jereván lakótelepről.

## SopronbánfalvaésBrennbergbányaautóbuszjáratai

### Korábban
Sopronbánfalvára már az 1970-es években is két irányból érkeztek az autóbuszok: A Kossuth Lajos utca-Bánfalvi út, illetve a Várkerület-Vasútállomás-Ady Endre út útvonalakon. A 3-as busz eleinte csak a jelenlegi Kertváros, könyvtár elnevezésű megállóhelyig közlekedett, valamint a 10-es busz is csak a Hajnal térig járt. Ekkor még az 5-ös busz is a 3-as vonalán közlekedett, de csak a Fésűsfonalgyárig (ma: Bánfalvi út, Besenyő utca).
 Majd később, az 1990-es évektől jár a 3-as busz Brennbergbányáig, és ekkor jöttek létre a 3M, 10A, 10B, 10M, majd 2002-től a 10IB, 10MB, 10Y, 2004-től a 10C, majd 2005-től a 3A jelzésű buszok is. 
 2012. május 1-jétől átalakították a Kertváros közlekedési rendjét, miszerint Sopronbánfalva utasait már csak a 3-as, a 3Y, a 10-es és a 10Y jelzésű buszok szállítják. Ezzel a változtatással a 10-es járatok indulásainak számát is csökkentették, valamint hurokjárattá alakították át a 10-es buszt, hiszen Kertváros felső felé az Ady Endre úton, a belváros felé pedig a Bánfalvi úton közlekedik. Ellentétesen járt a 10Y busz, amely a Kertváros felé a Bánfalvi úton, a belváros felé pedig az Ady Endre úton haladt.
Szintén 2012. május 1-jétől a kertvárosi járatok Sopronbánfalva felé is a Várkerületen át közlekednek a korábbi Ógabona tér helyett.
 2022. október 22-től Sopron város önkormányzatának döntése alapján, az energiaválság következtében jelentős menetrendi változások és járatritkítások léptek érvénybe a városban. A módosítások értelmében a 10Y jelzésű járat a továbbiakban nem közlekedik, valamint kevesebb busz indul Kertváros és Brennbergbánya felé is. Ekkor visszaállították a 10-es busz közlekedésében a korábbi rendet, tehát újra mindkét irányban az Ady Endre úton halad. Két héttel később, 2022. november 8-tól a Bánfalvi úton és környékén lakók jobb kiszolgálásának érdekében a 10-es busz a Jereván lakótelep felé újra a Bánfalvi úton jár.
 2022. december 11-től a 3Y jelzésű busz már csak a Jereván lakótelep felé közlekedik, az ellenkező irányú viszonylata megszűnt.

### Jelenleg
Brennbergbányát a 3 és 3Y jelzésű buszok szolgálják ki. A 3-as busz a belvárost elkerülve, a Kossuth Lajos utcán és a Bánfalvi úton át éri el a kertvárost, míg betétjárata, a 3Y jelzésű busz Brennbergbánya felől a Brennbergi út 20. megállóhely után az Ady Endre úton, majd a vasútállomás - Ógabona tér útvonalon a Jereván lakótelepig jár.
 Akik a belvárosból utaznak Sopronbánfalvára, azok a 10-es és a 10B buszokat tudják igénybe venni. Ezek a járatok a Jereván lakótelepről indulnak, és a Várkerületen át, a vasútállomás érintésével, majd az Ady Endre úton (ellenkező irányban a Bánfalvi úton) közlekednek, előbbi Kertváros felsőig, utóbbi Brennbergi út, erdei iskoláig.

## Közlekedés
Az autóbusz utolsó menetrendje szerint mindennap, az alábbi indulási időpontokkal közlekedett:
- GYSEV pályaudvartól: 20:28, 21:17, 21:52
- Kertváros, Hajnal térről: 20:10, 20:45, 21:30

Ezekben az órákban a 10-es és 10Y buszok nem indultak, helyettük a 10C járt rövidebb útvonalon.

## Útvonal
| GYSEV pályaudvar → Kertváros, Hajnal tér |
| --- |
| GYSEV pályaudvar végállomás – Állomás utca – Mátyás király utca – Csengery utca – aluljáró – Ady Endre út – Kertváros, Hajnal tér végállomás |

| Kertváros, Hajnal tér → GYSEV pályaudvar                                                                                                |
| --- |
| Kertváros, Hajnal tér végállomás – Ady Endre út – aluljáró – Csengery utca – Erzsébet utca – Állomás utca – GYSEV pályaudvar végállomás |

## Megállóhelyek
| Távolság (km) | Idő (perc) | Megállóhely neve / korábbi neve(i)            | Idő (perc) | Távolság (km) | Átszállási lehetőségek a 2008.04.13.-ig érvényes menetrend szerint                                                                                       | Nevezetességek / Helyek / Intézmények / Megjegyzések                                               |
| ------------- | ---------- | --------------------------------------------- | ---------- | ------------- | --- | -------------------------------------------------------------------------------------------------- |
| 0             | 0          | GYSEV pályaudvar                              | 11         | 3,5           | 1, 2, 4, 5, 5A, 5T, 7, 9, 10, 10A, 10B, 10IB, 10M, 10MB, 10Y, 11, 11A, 11M, 12, 12A, 15, 15A, 17, 20, 20K, 20M, 22 Helyközi és távolsági autóbuszjáratok | Sopron vasútállomás GYSEV Zrt. SPAR szupermarket                                                   |
| 0,4           | 2          | Csengery utca, Elzett-udvar                   | 10         | 3,1           | 1, 2, 4, 9, 10, 10A, 10B, 10IB, 10M, 10MB, 10Y, 11M, 12, 12A, 15, 15A                                                                                    | Soproni Kereskedelmi és Iparkamara Európa leghosszabb tere – Deák tér                              |
| 0,9           | 3          | Frankenburg úti aluljáró                      | 9          | 2,7           | 1, 2, 4, 10, 10A, 10B, 10IB, 10M, 10MB, 10Y, 15, 15A | Soproni Kereskedelmi és Iparkamara Európa leghosszabb tere – Deák tér                              |
| 1,4           | 4          | Ady Endre út, Erzsébet-kert                   | 8          | 2,2           | 1, 2, 10, 10A, 10B, 10IB, 10M, 10MB, 10Y, 15, 15A | Erzsébet-kert                                                                                      |
| 1,7           | 5          | Orgona utca                                   | 7          | 1,9           | 10, 10A, 10B, 10IB, 10M, 10MB, 10Y | Erzsébet-kert                                                                                      |
| 2,2           | 6          | Ibolya út                                     | 6          | 1,5           | 10, 10A, 10B, 10IB, 10M, 10MB, 10Y | |
| 2,5           | 8          | Laktanya utca                                 | 4          | 1,0           | 10, 10A, 10M, 10Y | |
| 2,9           | 10         | Ady Endre út 134. Ady Endre út, Nika vendéglő | 2          | 0,6           | 10, 10A, 10M, 10Y | Bánfalvi óvoda Sopronbánfalvi Hősi- és Köztemető                                                   |
| 3,1           | 11         | Ady Endre út, óvoda                           | 1          | 0,4           | 10, 10A, 10M, 10Y | Bánfalvi óvoda Sopronbánfalvi Hősi- és Köztemető                                                   |
| 3,5           | 12         | Kertváros, Hajnal tér                         | 0          | 0             | 3, 3A, 3M, 10, 10A, 10B, 10IB, 10M, 10MB, 10Y | Bánfalvi karmelita kolostor és templom Soproni Mária Magdolna templom Evangélikus templom Könyvtár |